# Gran Premio d'Autunno
Le Gran Premio d’Autunno (anciennement : Trofeo Comune di Acquanegra sul Chiese) est une course cycliste italienne disputée dans la province de Mantoue, en Lombardie. Il est organisé en fin de saison par la Pedale Castelnovese.
Cette épreuve fait actuellement partie du calendrier régional de la Fédération cycliste italienne, en catégorie 1.19. Elle est par conséquent réservée aux coureurs espoirs (moins de 23 ans) ainsi qu'aux élites sans contrat.

## Histoire
Le Trofeo Comune di Acquanegra sul Chiese est organisé chaque année au mois d'octobre par la Pedale Castelnovese, en collaboration avec la municipalité d'Acquanegra sul Chiese. Il se déroule sur un circuit entre les rues de la commune d'Alto Mantovano et ne présente pas de difficultés particulières, ce qui la rend généralement favorable à une arrivée au sprint. Des sprinteurs italiens réputés s'y sont imposés comme Oscar Gatto (2006), Jacopo Guarnieri (2007), Elia Viviani (2008), Andrea Guardini (2009) ou encore Jakub Mareczko (2014).
L'édition 2020 est annulée en raison du contexte sanitaire lié à la pandémie de Covid-19.

## Palmarès depuis 2003
| Année                                  | Vainqueur              | Deuxième           | Troisième         |        |
| Trofeo Comune di Acquanegra sul Chiese |                        |                    |                   |        |
| -------------------------------------- | ---------------------- | ------------------ | ----------------- | ------ |
| 2003                                   | Aristide Ratti         | Daniele Callegarin | Mauro Colombera   |        |
| 2004                                   | ?                      | ?                  | ?                 | ?      |
| 2005                                   | Antonio Bucciero       | Maurizio Biondo    | Fabrizio Amerighi |        |
| 2006                                   | Oscar Gatto            | Antonio Bucciero   | Matteo Busato     |        |
| 2007                                   | Jacopo Guarnieri       | Andrea Piechele    | Marco Benfatto    |        |
| 2008                                   | Elia Viviani           | Andrea Guardini    | Marco Benfatto    |        |
| 2009                                   | Filippo Baggio         | Giacomo Nizzolo    | Matteo Pelucchi   |        |
| 2010                                   | Andrea Guardini        | Marco Benfatto     | Sonny Colbrelli   |        |
| Trofeo d’Autunno                       |                        |                    |                   |        |
| 2011                                   | Christian Delle Stelle | Rino Gasparrini    | Paolo Simion      |        |
| Gran Premio d’Autunno                  |                        |                    |                   |        |
| 2012                                   | Liam Bertazzo          | Andrea Dal Col     | Marco Benfatto    |        |
| 2013                                   | Andrea Zordan          | Ivan Balykin       | Mirco Maestri     |        |
| 2014                                   | Jakub Mareczko         | Nicolas Marini     | Michael Zanetti   |        |
| 2015                                   | Xhuliano Kamberaj      | Francesco Lamon    | Nicolò Rocchi     |        |
| 2016                                   | Michael Bresciani      | Stefano Moro       | Rino Gasparrini   |        |
| 2017                                   | Stefano Moro           | Giovanni Lonardi   | Rino Gasparrini   |        |
| 2018                                   | Stefano Lira           | Marco Chesini      | Edoardo Faresin   |        |
| 2019                                   | Stefano Moro           | Attilio Viviani    | Elia Menegale     |        |
| 2020                                   | annulé                 | annulé             | annulé            | annulé |
| 2021                                   | Elia Menegale          | Michael Minali     | Matteo Fiaschi    |        |
| 2022                                   | Federico Iacomoni      | Federico Biagini   | Lorenzo Quartucci |        |
| 2023                                   | Matteo Baseggio        | Gianluca Cordioli  | Lino Colosio      |        |
| 2024                                   | Leonardo Meccia        | Andrea De Totto    | Michael Belleri   |        |